# Copa Mundial de Rugby de 1987
La Copa Mundial de Rugby de 1987 fue el I Mundial de Rugby se llevó a cabo en Australia y Nueva Zelanda entre el 22 de mayo de 1987 al 20 de junio de ese mismo año. Los enlaces de TV vía satélite no estaban bien desarrollados en la región en ese momento, lo que significó que el público en Europa no fuera capaz de ver cualquiera de los juegos "en vivo". Los campeones fueron por primera vez los coanfitriones «All Blacks» siendo desde un primer momento los principales favoritos para obtener el título.
Siete de los 16 lugares fueron llenados automáticamente por los miembros de la World Rugby, ellos eran: Inglaterra, Francia, Nueva Zelanda, Gales, Escocia, Australia e Irlanda. Debido a su política del apartheid, fue prohibida la participación de Sudáfrica. No hubo clasificación para llenar los 9 cupos restantes, en cambio se enviaron invitaciones a las naciones de todo el mundo con tradición en el rugby, polémicamente se excluyó a Samoa a pesar de su mejor nivel de juego que algunos de los equipos invitados. La Unión Soviética rechazó su invitación al mundial por motivos políticos.
En general, el torneo fue testigo de partidos bastante unilaterales, los siete miembros tradicionales de la WR resultaron ser demasiado fuertes para el resto de los equipos. La mitad de los 24 partidos en los cuatro grupos vio un equipo anotar 40 o más puntos. Nueva Zelanda fue el primer Campeón del Mundo al derrotar en la final a Les Blues por 29-9. El torneo fue visto como un gran éxito y demostró que la competición había llegado para quedarse, y también llevó a muchos países a unirse a la World Rugby, que a su vez llegó a convertirse en la máxima autoridad del rugby internacional.

## Equipos participantes
En este mundial participaron 16 equipos, no había ninguna clasificación para la Copa Mundial inaugural por lo que el torneo estaba compuesto por los siete miembros de la World Rugby, con los nueve lugares restantes ocupados por equipos invitados.
| Miembros de la WR                                                              | Naciones invitadas                                                                         |
| ------------------------------------------------------------------------------ | ------------------------------------------------------------------------------------------ |
| - Irlanda - Inglaterra - Nueva Zelanda - Gales - Francia - Australia - Escocia | - Zimbabue - Argentina - Canadá - Estados Unidos - Japón - Italia - Rumania - Fiyi - Tonga |

- Sudáfrica quedó excluida por su política del apartheid.
- La  URSS rechazó su invitación.
- Samoa no fue invitada a pesar de tener un nivel de juego superior a otras naciones invitadas.

### Sorteo de grupos
| Grupo A        | Grupo B | Grupo C       | Grupo D  |
| -------------- | ------- | ------------- | -------- |
| Australia      | Gales   | Nueva Zelanda | Francia  |
| Inglaterra     | Irlanda | Fiyi          | Escocia  |
| Estados Unidos | Canadá  | Italia        | Rumania  |
| Japón          | Tonga   | Argentina     | Zimbabue |

## Sedes
Los partidos del grupo de los Wallabies, dos cuartos de final y ambas semifinales se jugaron en Australia. Nueva Zelanda como principal anfitrión albergó los partidos restantes.

### Australia
| Lugar    | Estadio           | Capacidad |
| -------- | ----------------- | --------- |
| Brisbane | Estadio Ballymore | 24.000    |
| Sídney   | Concord Oval      | 20.000    |

### Nueva Zelanda
| Lugar            | Estadio               | Capacidad |
| ---------------- | --------------------- | --------- |
| Auckland         | Eden Park             | 45.472    |
| Christchurch     | Lancaster Park        | 36.500    |
| Dunedin          | Carisbrook            | 35.000    |
| Rotorua          | Estadio internacional | 35.000    |
| Napier           | McLean Park           | 30.000    |
| Hamilton         | Estadio Waikato       | 26.350    |
| Invercargill     | Estadio Rugby Park    | 17.000    |
| Wellington       | Athletic Park         | 5700      |
| Palmerston North | Arena Manawatu        | 20.000    |

## Resultados
Fase de grupos
El sistema de puntuación para cada partido fue el siguiente:
- Se otorgaron dos puntos por partido ganado.
- Un punto por empate.
- Ningún punto para el perdedor.

Los equipos que terminaron empatados en puntos fueron ordenados por los tries anotados, en lugar de la diferencia total de puntos (de lo contrario, Argentina habría quedado en segundo lugar en el Grupo C por delante de Fiji, aunque Francia igualmente habría ganado el Grupo D). Las dos primeras naciones de cada grupo avanzaron a los cuartos de final. Los segundos de cada grupo se enfrentaron a los ganadores de un grupo diferente en los cuartos de final.

### Grupo A
| Equipo         | Jug. | Gan. | Emp. | Perd. | A favor | En contra | Puntos |
| -------------- | ---- | ---- | ---- | ----- | ------- | --------- | ------ |
| Australia      | 3    | 3    | 0    | 0     | 108     | 41        | 6      |
| Inglaterra     | 3    | 2    | 0    | 1     | 100     | 32        | 4      |
| Estados Unidos | 3    | 1    | 0    | 2     | 39      | 99        | 2      |
| Japón          | 3    | 0    | 0    | 3     | 48      | 123       | 0      |
| 23 de mayo de 1987 | Australia                                           | 19 – 6 (6-0) | Inglaterra                | Concord Oval, Sídney,                                                      |                                                                            |
|                    | Tries: Campese Poidevin Con: Lynagh Pen: Lynagh (3) |              | Tries: Harrison Con: Webb | Asistencia: 17.896 espectadores Árbitro(s): Keith Lawrence (Nueva Zelanda) | Asistencia: 17.896 espectadores Árbitro(s): Keith Lawrence (Nueva Zelanda) |

| 24 de mayo de 1987 | Japón                                                 | 18 – 21 (11-15) | Estados Unidos                                            | Estadio Ballymore, Brisbane,                                     |                                                                  |
|                    | Tries: Taumoefolau , Yoshinaga Pen: Yoshinaga Kutsuki |                 | Tries: Nelson Purcell Lambert Con: (3) Nelson Pen: Nelson | Asistencia: 4000 espectadores Árbitro(s): Guy Maurette (Francia) | Asistencia: 4000 espectadores Árbitro(s): Guy Maurette (Francia) |

| 30 de mayo de 1987 | Inglaterra                                                                                  | 60 – 7 (16-3) | Japón                       | Concord Oval, Sídney,                                             |                                                                   |
|                    | Tries: Harrison , Underwood , Salmon Richards Redman Rees Simms Con: Webb (7) Pen: Webb (2) |               | Tries: Miyamoto Pen: Matsuo | Asistencia: 4893 espectadores Árbitro(s): René Hourquet (Francia) | Asistencia: 4893 espectadores Árbitro(s): René Hourquet (Francia) |

| 31 de mayo de 1987 | Australia                                                                               | 47 – 12 (21-3) | Estados Unidos                                     | Estadio Ballymore, Brisbane,                                         |                                                                      |
|                    | Tries: Leeds , Try penal Campese Smith Slack Papworth Codey Con: Lynagh (6) Pen: Lynagh |                | Tries: Nelson Con: Nelson Pen: Nelson Drop: Horton | Asistencia: 10.855 espectadores Árbitro(s): Brian Anderson (Escocia) | Asistencia: 10.855 espectadores Árbitro(s): Brian Anderson (Escocia) |

| 3 de junio de 1987 | Australia                                                            | 42 – 23 (16-13) | Japón                                                            | Concord Oval, Sídney,                                            |                                                                  |
|                    | Tries: Slack , Burke , Tuynman Grigg Hartill Campese Con: Lynagh (5) |                 | Tries: , Kutsuki Fujita Con: Okidoi Pen: (2) Okidoi Drop: Okidoi | Asistencia: 8785 espectadores Árbitro(s): Jim Flemming (Escocia) | Asistencia: 8785 espectadores Árbitro(s): Jim Flemming (Escocia) |

| 3 de junio de 1987 | Inglaterra                                                        | 34 – 6 (12-0) | Estados Unidos             | Concord Oval, Sídney,                                                  |                                                                        |
|                    | Tries: Winterbottom , Harrison Dooley Con: Webb (3) Pen: Webb (4) |               | Tries: Purcell Con: Nelson | Asistencia: 8785 espectadores Árbitro(s): Kerry Fitzgerald (Australia) | Asistencia: 8785 espectadores Árbitro(s): Kerry Fitzgerald (Australia) |

### Grupo B
| Equipo  | Jug. | Gan. | Emp. | Perd. | A favor | En contra | Puntos |
| ------- | ---- | ---- | ---- | ----- | ------- | --------- | ------ |
| Gales   | 3    | 3    | 0    | 0     | 82      | 31        | 6      |
| Irlanda | 3    | 2    | 0    | 1     | 84      | 41        | 4      |
| Canadá  | 3    | 1    | 0    | 2     | 65      | 90        | 2      |
| Tonga   | 3    | 0    | 0    | 3     | 29      | 98        | 0      |
| 24 de mayo de 1987 | Canadá                                                                        | 37 – 4 (16-0) | Tonga     | McLean Park, Napier,                                            |                                                                 |
|                    | Tries: Palmer , Vaesen , Stuart Frame Try penal Con: Wyatt (2) Rees Pen: Rees |               | Try: Valu | Asistencia: 7000 espectadores Árbitro(s): Clive Norling (Gales) | Asistencia: 7000 espectadores Árbitro(s): Clive Norling (Gales) |

| 25 de mayo de 1987 | Irlanda          | 6 – 13 (6-0) | Gales                                    | Athletic Park, Wellington,                                               |                                                                          |
|                    | Pen: Kiernan (2) |              | Try: Ring Pen: Thorburn Drop: (2) Davies | Asistencia: 15.000 espectadores Árbitro(s): Kerry Fitzgerald (Australia) | Asistencia: 15.000 espectadores Árbitro(s): Kerry Fitzgerald (Australia) |

| 29 de mayo de 1987 | Tonga                                                | 16 – 29 (7-17) | Gales                                                                  | Arena Manawatu, Palmerston North,                                        |                                                                          |
|                    | Tries: Fielea Fifita Con: Liava'a Pen: Liava'a Amone |                | Tries: , Webbe Hadley Con: (2) Thorburn Pen: (2) Thorburn Drop: Davies | Asistencia: 19.000 espectadores Árbitro(s): David Bishop (Nueva Zelanda) | Asistencia: 19.000 espectadores Árbitro(s): David Bishop (Nueva Zelanda) |

| 30 de mayo de 1987 | Canadá                                       | 19 – 46 (12-16) | Irlanda                                                                                                  | Carisbrook, Dunedin,                                               |                                                                    |
|                    | Try: Cardinal Pen: Rees (3) Wyatt Drop: Rees |                 | Tries: , Crossan Bradley Spillane Ringland MacNeill Con: (5) Kiernan Pen: (2) Kiernan Drop: Ward Kiernan | Asistencia: 9000 espectadores Árbitro(s): Fred Howard (Inglaterra) | Asistencia: 9000 espectadores Árbitro(s): Fred Howard (Inglaterra) |

| 3 de junio de 1987 | Canadá        | 9 – 40 (6-9) | Gales                                                           | Estadio Rugby Park, Invercargill,                                        |                                                                          |
|                    | Pen: Rees (3) |              | Tries: , Evans Devereux Bowen Hadley Phillips Con: (4) Thorburn | Asistencia: 14.000 espectadores Árbitro(s): David Bishop (Nueva Zelanda) | Asistencia: 14.000 espectadores Árbitro(s): David Bishop (Nueva Zelanda) |

| 3 de junio de 1987 | Irlanda                                                | 32 – 9 (13-3) | Tonga          | Estadio Ballymore, Brisbane,                                     |                                                                  |
|                    | Tries: Mullin , MacNeill , Con: Ward (3) Pen: Ward (2) |               | Pen: (3) Amone | Asistencia: 4000 espectadores Árbitro(s): Guy Maurette (Francia) | Asistencia: 4000 espectadores Árbitro(s): Guy Maurette (Francia) |

### Grupo C
| Equipo        | Jug. | Gan. | Emp. | Perd. | A favor | En contra | Puntos |
| ------------- | ---- | ---- | ---- | ----- | ------- | --------- | ------ |
| Nueva Zelanda | 3    | 3    | 0    | 0     | 190     | 34        | 6      |
| Fiyi          | 3    | 1    | 0    | 2     | 56      | 101       | 2      |
| Argentina     | 3    | 1    | 0    | 2     | 49      | 90        | 2      |
| Italia        | 3    | 1    | 0    | 2     | 40      | 110       | 2      |
| 22 de mayo de 1987 | Nueva Zelanda                                                                                            | 70 – 6 (12-3) | Italia                     | Eden Park, Auckland,                                                |                                                                     |
|                    | Tries: Kirwan , Kirk , Green , Try penal Jones Taylor McDowell Stanley Whetton Con: Fox (8) Pen: Fox (2) |               | Pen: Collodo Drop: Collodo | Asistencia: 20.000 espectadores Árbitro(s): Bob Fordham (Australia) | Asistencia: 20.000 espectadores Árbitro(s): Bob Fordham (Australia) |

| 24 de mayo de 1987 | Argentina                            | 9 – 28 (0-13) | Fiyi                                                                                    | Estadio Waikato, Hamilton,                                        |                                                                   |
|                    | Try: Try penal Con: Porta Pen: Porta |               | Tries: Gale Naivilawasa Nalaga Savai Con: (2) Koroduadua Rokowailoa Pen: (2) Koroduadua | Asistencia: 13.000 espectadores Árbitro(s): Jim Fleming (Escocia) | Asistencia: 13.000 espectadores Árbitro(s): Jim Fleming (Escocia) |

| 27 de mayo de 1987 | Nueva Zelanda                                                                       | 74 – 13 (40-3) | Fiyi                          | Lancaster Park, Christchurch,                                   |                                                                 |
|                    | Tries: Gallagher , Green , Kirk Kirwan Try penal Whetton Con: Fox (10) Pen: Fox (2) |                | Try: Cama Pen: (3) Koroduadua | Asistencia: 25.000 espectadores Árbitro(s): Derek Bevan (Gales) | Asistencia: 25.000 espectadores Árbitro(s): Derek Bevan (Gales) |

| 28 de mayo de 1987 | Argentina                                   | 25 – 16 (10-3) | Italia                                                  | Lancaster Park, Christchurch,                                           |                                                                         |
|                    | Tries: Lanza Gómez Con: Porta Pen:Porta (5) |                | Tries: Innocenti Cuttitta Con: Collodo Pen: (2) Collodo | Asistencia: 2000 espectadores Árbitro(s): Roger Quittenton (Inglaterra) | Asistencia: 2000 espectadores Árbitro(s): Roger Quittenton (Inglaterra) |

| 31 de mayo de 1987 | Fiyi                                                            | 15 – 18 (3-10) | Italia                                                            | Carisbrook, Dunedin,                                                       |                                                                            |
|                    | Try: Naivilawasa Con: Koroduadua Pen: Koroduadua (2) Drop: Qoro |                | Tries: Cuttitta Cucchiella Mascioletti Pen: Collodo Drop: Collodo | Asistencia: 13.000 espectadores Árbitro(s): Keith Lawrence (Nueva Zelanda) | Asistencia: 13.000 espectadores Árbitro(s): Keith Lawrence (Nueva Zelanda) |

| 1 de junio de 1987 | Nueva Zelanda                                                             | 46 – 15 (17-9) | Argentina                            | Athletic Park, Wellington,                                                |                                                                           |
|                    | Tries: Kirk Brooke Stanley Earl Crowley Whetton Con: Fox (2) Pen: Fox (6) |                | Try: Lanza Con: Porta Pen: (3) Porta | Asistencia: 30.000 espectadores Árbitro(s): Roger Quittenton (Inglaterra) | Asistencia: 30.000 espectadores Árbitro(s): Roger Quittenton (Inglaterra) |

### Grupo D
| Equipo   | Jug. | Gan. | Emp. | Perd. | A favor | En contra | Puntos |
| -------- | ---- | ---- | ---- | ----- | ------- | --------- | ------ |
| Francia  | 3    | 2    | 1    | 0     | 145     | 44        | 5      |
| Escocia  | 3    | 2    | 1    | 0     | 135     | 69        | 5      |
| Rumania  | 3    | 1    | 0    | 2     | 61      | 130       | 2      |
| Zimbabue | 3    | 0    | 0    | 3     | 53      | 151       | 0      |
| 23 de mayo de 1987 | Rumania                                            | 21 – 20 (3-11) | Zimbabue                                              | Eden Park, Auckland,                                                 |                                                                      |
|                    | Tries: Paraschiv Toader Hodorca Pen: Alexandru (3) |                | Tries: , Tsimba Neill Con: Ferreira Pen: (2) Ferreira | Asistencia: 4500 espectadores Árbitro(s): Stephen Hilditch (Irlanda) | Asistencia: 4500 espectadores Árbitro(s): Stephen Hilditch (Irlanda) |

| 23 de mayo de 1987 | Francia                                                   | 20 – 20 (6-13) | Escocia                               | Lancaster Park, Christchurch,                                        |                                                                      |
|                    | Tries: Sella Berbizier Blanco Con: Blanco Pen: Blanco (2) |                | Tries: White Duncan Pen: (4) Hastings | Asistencia: 18.000 espectadores Árbitro(s): Fred Howard (Inglaterra) | Asistencia: 18.000 espectadores Árbitro(s): Fred Howard (Inglaterra) |

| 28 de mayo de 1987 | Francia                                                                                             | 55 – 12 (12-12) | Rumania          | Athletic Park, Wellington,                                        |                                                                   |
|                    | Tries: Lagisquet , Charvet , Sella Andrieu Camberabero Erbani Laporte Con: Laporte (8) Pen: Laporte |                 | Pen: (4) Bezuscu | Asistencia: 7000 espectadores Árbitro(s): Bob Fordham (Australia) | Asistencia: 7000 espectadores Árbitro(s): Bob Fordham (Australia) |

| 30 de mayo de 1987 | Escocia                                                                            | 60 – 21 (40-6) | Zimbabue                                     | Athletic Park, Wellington,                                          |                                                                     |
|                    | Tries: Tait , Tukalo , Duncan , Paxton , Oliver Hastings Jeffrey Con: Hastings (8) |                | Try: Buitendag Con: Grobler Pen: (5) Grobler | Asistencia: 12.000 espectadores Árbitro(s): David Burnett (Irlanda) | Asistencia: 12.000 espectadores Árbitro(s): David Burnett (Irlanda) |

| 2 de junio de 1987 | Rumania                                                           | 28 – 55 (7-33) | Escocia                                                                          | Carisbrook, Dunedin,                                                   |                                                                        |
|                    | Tries: Murariu , Toader Con: Alexandru Ion Pen: Alexandru (3) Ion |                | Tries: , Jeffrey , Tait , Hastings Duncan Tukalo Con: (8) Hastings Pen: Hastings | Asistencia: 14.000 espectadores Árbitro(s): Stephen Hilditch (Irlanda) | Asistencia: 14.000 espectadores Árbitro(s): Stephen Hilditch (Irlanda) |

| 2 de junio de 1987 | Francia                                                                                        | 70 – 12 (22-3) | Zimbabue                                    | Eden Park, Auckland,                                          |                                                               |
|                    | Tries: Modin , Camberabero , Charvet , Rodríguez , Dubroca Estève Laporte Con: Camberabero (9) |                | Try: Kaulbach Con: Grobler Pen: (2) Grobler | Asistencia: 3000 espectadores Árbitro(s): Derek Bevan (Gales) | Asistencia: 3000 espectadores Árbitro(s): Derek Bevan (Gales) |

## Fase final
|  | Cuartos de final                          | Cuartos de final                   |                                   |           | Semifinales            | Semifinales            |  |  | Final                                        | Final |
|  |                                           |                                    |                                   |           |                        |                        |  |  |                                              |       |
|  | 6 de junio - Lancaster Park, Christchurch |                                    |                                   |           |                        |                        |  |  |                                              |       |
|  |                                           |                                    |                                   |           |                        |                        |  |  |                                              |       |
|  | Nueva Zelanda                             | 30                                 |                                   |           |                        |                        |  |  |                                              |       |
|  | Nueva Zelanda                             | 30                                 | 14 de junio - Ballymore, Brisbane |           |                        |                        |  |  |                                              |       |
|  | Escocia                                   | 3                                  |                                   |           |                        |                        |  |  |                                              |       |
|  | Escocia                                   | 3                                  | Nueva Zelanda                     | 49        |                        |                        |  |  |                                              |       |
|  | 8 de junio - Ballymore, Brisbane          |                                    | Nueva Zelanda                     | 49        |                        |                        |  |  |                                              |       |
|  |                                           | Gales                              | 6                                 |           |                        |                        |  |  |                                              |       |
|  | Gales                                     | Gales                              | 6                                 | 16        |                        |                        |  |  |                                              |       |
|  | Gales                                     |                                    | 20 de junio - Eden Park, Auckland | 16        |                        |                        |  |  |                                              |       |
|  | Inglaterra                                | 3                                  |                                   |           |                        |                        |  |  |                                              |       |
|  | Inglaterra                                | 3                                  | Nueva Zelanda                     | 29        |                        |                        |  |  |                                              |       |
|  | 7 de junio - Eden Park, Auckland          |                                    | Nueva Zelanda                     | 29        |                        |                        |  |  |                                              |       |
|  |                                           | Francia                            | 9                                 |           |                        |                        |  |  |                                              |       |
|  | Francia                                   | Francia                            | 9                                 | 31        |                        |                        |  |  |                                              |       |
|  | Francia                                   | 13 de junio - Concord Oval, Sídney |                                   | 31        |                        |                        |  |  |                                              |       |
|  | Fiyi                                      | 16                                 |                                   |           |                        |                        |  |  |                                              |       |
|  | Fiyi                                      | 16                                 | Francia                           | 30        | Tercer y cuarto puesto | Tercer y cuarto puesto |  |  |                                              |       |
|  | 7 de junio - Concord Oval, Sídney         |                                    | Francia                           | 30        | Tercer y cuarto puesto | Tercer y cuarto puesto |  |  |                                              |       |
|  |                                           | Australia                          | 24                                |           |                        |                        |  |  |                                              |       |
|  | Australia                                 | Australia                          | 24                                | 33        | Gales                  | 22                     |  |  |                                              |       |
|  | Australia                                 |                                    |                                   | 33        | Gales                  | 22                     |  |  |                                              |       |
|  | Irlanda                                   | 15                                 |                                   | Australia | 21                     |                        |  |  |                                              |       |
|  | Irlanda                                   | 15                                 |                                   |           | 21                     |                        |  |  |                                              |       |
|  |                                           |                                    |                                   |           |                        |                        |  |  | 18 de junio - Estadio internacional, Rotorua |       |
|  |                                           |                                    |                                   |           |                        |                        |  |  |                                              |       |

### Cuartos de final
| 6 de junio de 1987 | Nueva Zelanda                                      | 30 – 3 (9-3) | Escocia       | Lancaster Park, Christchurch,                                       |                                                                     |
|                    | Tries: Whetton Gallagher Con: Fox (2) Pen: Fox (6) |              | Pen: Hastings | Asistencia: 30.000 espectadores Árbitro(s): David Burnett (Irlanda) | Asistencia: 30.000 espectadores Árbitro(s): David Burnett (Irlanda) |

| 7 de junio de 1987 | Australia                                                     | 33 – 15 (24-0) | Irlanda                                               | Concord Oval, Sídney,                                                |                                                                      |
|                    | Tries: Burke , McIntyre Smith Con: Lynagh (4) Pen: Lynagh (3) |                | Tries: MacNeill Kiernan Con: (2) Kiernan Pen: Kiernan | Asistencia: 14.356 espectadores Árbitro(s): Brian Anderson (Escocia) | Asistencia: 14.356 espectadores Árbitro(s): Brian Anderson (Escocia) |

| 7 de junio de 1987 | Fiyi                                                 | 16 – 31 (7-15) | Francia                                                                              | Eden Park, Auckland,                                              |                                                                   |
|                    | Tries: Qoro Damu Con: Koroduadua Pen: Koroduadua (2) |                | Tries: , Rodríguez Lorieux Lagisquet Con: (3) Laporte Pen: (2) Laporte Drop: Laporte | Asistencia: 17.000 espectadores Árbitro(s): Clive Norling (Gales) | Asistencia: 17.000 espectadores Árbitro(s): Clive Norling (Gales) |

| 8 de junio de 1987 | Inglaterra | 3 – 16 (0-6) | Gales                                           | Ballymore, Brisbane,                                                |                                                                     |
|                    | Pen: Webb  |              | Tries: Roberts Jones Devereux Con: (2) Thorburn | Asistencia: 15.000 espectadores Árbitro(s): René Hourquet (Francia) | Asistencia: 15.000 espectadores Árbitro(s): René Hourquet (Francia) |

### Semifinales
| 13 de junio de 1987 | Australia                                                         | 24 – 30 (9-6) | Francia                                                                         | Concord Oval, Sídney,                                                |                                                                      |
|                     | Tries: Campese Codey Con: Lynagh (2) Pen: Lynagh (3) Drop: Lynagh | Reporte       | Tries: Lorieux Sella Lagisquet Blanco Con: (4) Camberabero Pen: (2) Camberabero | Asistencia: 17.768 espectadores Árbitro(s): Brian Anderson (Escocia) | Asistencia: 17.768 espectadores Árbitro(s): Brian Anderson (Escocia) |

| 14 de junio de 1987 | Nueva Zelanda                                                                        | 49 – 6 (27-0) | Gales                       | Ballymore, Brisbane,                                                     |                                                                          |
|                     | Tries: Kirwan , Shelford , Drake Whetton Stanley Brooke-Cowden Con: Fox (7) Pen: Fox | Reporte       | Try: Devereux Con: Thorburn | Asistencia: 22.576 espectadores Árbitro(s): Kerry Fitzgerald (Australia) | Asistencia: 22.576 espectadores Árbitro(s): Kerry Fitzgerald (Australia) |

### Tercer y cuarto puesto
| 18 de junio de 1987 | Australia                                                       | 21 – 22 (15-13) | Gales                                                             | Estadio internacional, Rotorua,                                      |                                                                      |
|                     | Tries: Burke Grigg Con: Lynagh (2) Pen: Lynagh (2) Drop: Lynagh | Reporte         | Tries: Roberts Moriarty Hadley Con: (2)Thorburn Pen: (2) Thorburn | Asistencia: 29.000 espectadores Árbitro(s): Fred Howard (Inglaterra) | Asistencia: 29.000 espectadores Árbitro(s): Fred Howard (Inglaterra) |

### Final
| 20 de junio de 1987 | Nueva Zelanda                                            | 29 – 9 (9-0) | Francia                                          | Eden Park, Auckland,                                         |                                                              |
|                     | Tries: Jones Kirk Kirwan Con: Fox Pen: Fox (4) Drop: Fox | Reporte      | Try: Berbizier Con: Camberabero Pen: Camberabero | Asistencia: 48.035 espectadores Árbitro(s): Kerry Fitzgerald | Asistencia: 48.035 espectadores Árbitro(s): Kerry Fitzgerald |

| Nueva Zelanda         |
|                       |
| Campeón Nueva Zelanda |
| Primer título         |

## Premios y máximos anotadores
Con cinco partidos disputados (de los siete posibles) y dos tries anotados; el primero de la historia del torneo y el otro en la final, el neozelandés: Michael Jones fue elegido el Mejor Jugador del Torneo.

### Máximo anotador
| Puesto | Jugador            | Selección     | Puntos | Tries | Conv. | Penales | Drops |
| ------ | ------------------ | ------------- | ------ | ----- | ----- | ------- | ----- |
| 1      | Fox Grant          | Nueva Zelanda | 126    | 0     | 30    | 21      | 1     |
| 2      | Lynagh Michael     | Australia     | 82     | 0     | 20    | 12      | 2     |
| 3      | Hastings Gavin     | Escocia       | 62     | 3     | 16    | 6       | 0     |
| 4      | Camberabero Didier | Francia       | 53     | 4     | 14    | 3       | 0     |
| 5      | Webb Jonathan      | Inglaterra    | 43     | 0     | 11    | 7       | 0     |

- Grant Fox aún tiene el récord de más puntos marcados en un mundial.

### Máximos anotadores de tries
| Jugador           | Selección     | Tries |
| ----------------- | ------------- | ----- |
| Craig Green       | Nueva Zelanda | 6     |
| John Kirwan       | Nueva Zelanda | 6     |
| Mike Harrison     | Inglaterra    | 5     |
| Anthony Gallagher | Nueva Zelanda | 5     |
| David Kirk        | Nueva Zelanda | 5     |